# Gary Gensler
Gary Gensler (ur. 18 października 1957 w Baltimore) – amerykański polityk, były inwestor Goldman Sachs, od 2021 roku przewodniczący SEC. Był profesorem praktyki globalnej ekonomii i zarządzania w MIT Sloan School of Management.
Za prezydentury Baracka Obamy pełnił funkcję przewodniczącego Komisji Handlu Towarami Terminowymi. Był Podsekretarzem Skarbu ds. Finansów Wewnętrznych (1999–2001) oraz Asystentem Sekretarza Skarbu ds. Rynków Finansowych (1997–1999).  Przed rozpoczęciem kariery w rządzie federalnym, Gensler pracował w Goldman Sachs, gdzie był partnerem i współprzewodniczącym działu finansowego. Gensler pełnił także funkcję dyrektora finansowego w kampanii prezydenckiej Hillary Clinton w 2016 roku. W 2021 roku nominowany przez Joe Bidena na przewodniczącego SEC, zastępując na tym stanowisku pełniącą obowiązki Allison Lee.